# Careproctus rastrinoides
Careproctus rastrinoides är en fiskart som beskrevs av Schmidt, 1950. Careproctus rastrinoides ingår i släktet Careproctus och familjen Liparidae. Inga underarter finns listade.